# Proteuxoa crypsicharis
Proteuxoa crypsicharis là một loài bướm đêm thuộc họ Noctuidae. Nó được tìm thấy ở Nam Úc.